# روس إلكترونيكا
روس إلكترونيكا (الروسية: Росэлектроника، بالحروف اللاتينية: Roselectronica) ، هي شركة قابضة روسية مملوكة للدولة الروسية تأسست عام 1997. وهي مملوكة بالكامل لشركة روستخ. روس إلكترونكس مسؤولة عن إنتاج ما يقرب من 80 بالمائة من جميع مكونات الإلكترونيات الروسية.